# Красногорский район (Каменск-Уральский)
Виды с высоты
Красногорский район — один из двух административных районов города Каменска-Уральского в Свердловской области.
Расположен на правом берегу реки Исети в южной половине города.

## Структура
В состав района входят: УАЗ, 49 квартал, 10-й километр, микрорайон Южный, посёлок Силикатный, посёлок им. Чкалова, посёлок Красная Звезда, д. Токаревка, д. Монастырка, д. Волкова.

## Население
| 1959    | 1970    | 1979    | 1989     | 2002    | 2009    | 2010    |
| ------- | ------- | ------- | -------- | ------- | ------- | ------- |
| 74 996  | ↗84 318 | ↗91 136 | ↗101 418 | ↘93 826 | ↘90 226 | ↘89 326 |
| 2012    | 2013    | 2014    | 2015     | 2016    | 2017    | 2018    |
| ↘88 862 | ↘88 727 | ↘88 575 | ↘88 569  | ↘88 231 | ↘88 174 | ↘87 738 |
| 2019    | 2021    |         |          |         |         |         |
| ↘86 332 | ↗88 260 |         |          |         |         |         |

## История
Красногорский район образован 29 марта 1945 года Указом Президиума Верховного Совета РСФСР об образовании в городе Каменске-Уральском трёх районов. Создан в юго-восточной части города, включая населённые пункты Волково и Байново.
https://disk.yandex.ru/d/HZMA_XMzcMJFwg - ссылка на подробный план участка Каменска-Уральского, включающий деревню Байново и Соцгород УАЗа 1946-47гг.

## Список глав администрации района
1-й секретарь райкома КПСС (1945—1990)
1. Мачуженко Андрей Иванович (1945—1947)
2. Гуселетов Александр Иванович (-1951?- —-1953-)
3. Ушкалов В. А. (-декабрь 1970-)
4. Попов А. Г. (? — сентябрь 1987)
5. Тушков Геннадий Николаевич (сентябрь 1987 — ?)
6. Красулина Елена Николаевна (? — 5 июня 1990)

Председатель райисполкома
1. Ашмарин Пётр Николаевич (1945—1957)
2. Башкиров Михаил Никандрович (1957—1961)
3. Муравьёв Михаил Иванович (1961—1965)
4. Лямин Михаил Прокопьевич (1965—1969)
5. Неволин Юрий Степанович (1969—1973)
6. Туруновский Сергей Викторович (1973—1975)
7. Полуяхтов Борис Леонидович (1975—1980)
8. Куницын Леонид Петрович (1980—1984)
9. Зеленов Юрий Степанович (1984—1987)
10. Лущилин Юрий Фёдорович (1987—1989)
11. Калинин Василий Александрович (1989—1992)

Председатель райсовета
Глава администрации района
1. Калинин Василий Александрович (1992 — август 2009)
2. Башарин Дмитрий Вячеславович (с 4 августа 2009 г.)